# Janez Repnik
Janez Repnik, slovenski samouki slikar, * 19. december 1968, Slovenj Gradec.

## Življenje
Janez Repnik, rojen 19. decembra 1968 v Slovenj Gradcu, je koroški slikar, ki se uvršča med samorastnike. S slikanjem se je začel ukvarjati že v otroštvu, najprej pod mentorstvom svojega očeta Antona Repnika, ki je bil prav tako samorastniški slikar. Oba danes veljata za ena izmed najboljših slovenskih samorastniških slikarjev.

## Delo
Repnikova umetnost je globoko prežeta s socialno tematiko in se osredotoča na trpljenje človeka. Njegova dela so ekspresivna in stilizirana, pogosto s figuraliko, ki se uvršča v okvir naive. Vendar pa zaradi psihološke globine njegova umetnost ta okvir presega.
Repnik pogosto obravnava trpljenje z religioznega vidika, pri čemer se osredotoča na Božje sočutje kot odrešitev. Njegove figure so praviloma deformirane, oblečene v preprosta, pomečkana oblačila, ki spominjajo na kmečko okolje, iz katerega izvirajo. Imajo značilne oči mandljaste oblike, temnorjave barve z izrazito belimi beločnicami. Zdi se, kot da avtor skozi oči svojih likov sam zre v opazovalca. Oblika obrvi in nosu pogosto ustvarja simboliko križa, kar še dodatno poudarja tematiko trpljenja.
Poleg človeških figur so pomemben element Repnikove umetnosti tudi zidovi. Večina prizorov se odvija v interierjih, kot so cerkve, krčme, čakalnice ali domovi. Repnik simbolično poudarja razbrazdano strukturo stene, ki deluje kot odraz ranjene človeške duše. Na stenah visijo spominki, fotografije, nabožni predmeti, grafiti, ki dodajajo plastnost pripovedi. Repnikova uporaba barv prav tako prispeva k vzdušju njegovih del. Prevladujoči zemeljski toni, siva in rjava, ustvarjajo klavstrofobičen občutek ujetosti, ki odraža brezizhodnost zemeljskega življenja. Janez Repnik je torej umetnik, ki skozi svoja dela raziskuje globine človeškega trpljenja in hrepenenja po odrešitvi. Njegova umetnost je pristna, ekspresivna in polna simbolike.